# Acacia conniana
Acacia conniana är en ärtväxtart som beskrevs av Bruce R. Maslin. Acacia conniana ingår i släktet akacior, och familjen ärtväxter. Inga underarter finns listade i Catalogue of Life.